# Air Tech Campus Oberpfaffenhofen
Der Air Tech Campus Oberpfaffenhofen (ATC) ist ein Gewerbepark am Sonderflughafen Oberpfaffenhofen, der sich gemeindeübergreifend in Gauting (Gemarkung Unterbrunn), Gilching und Weßling (Gemarkung Oberpfaffenhofen) im Landkreis Starnberg westsüdwestlich von München befindet. Er umfasst im Wesentlichen die Liegenschaften der ehemaligen Dornier-Werke Oberpfaffenhofen und wird von der BEWO Oberpfaffenhofen GmbH, einem Joint Venture der Triwo AG mit Sitz in Trier und der BEOS AG mit Sitz in Berlin betrieben.

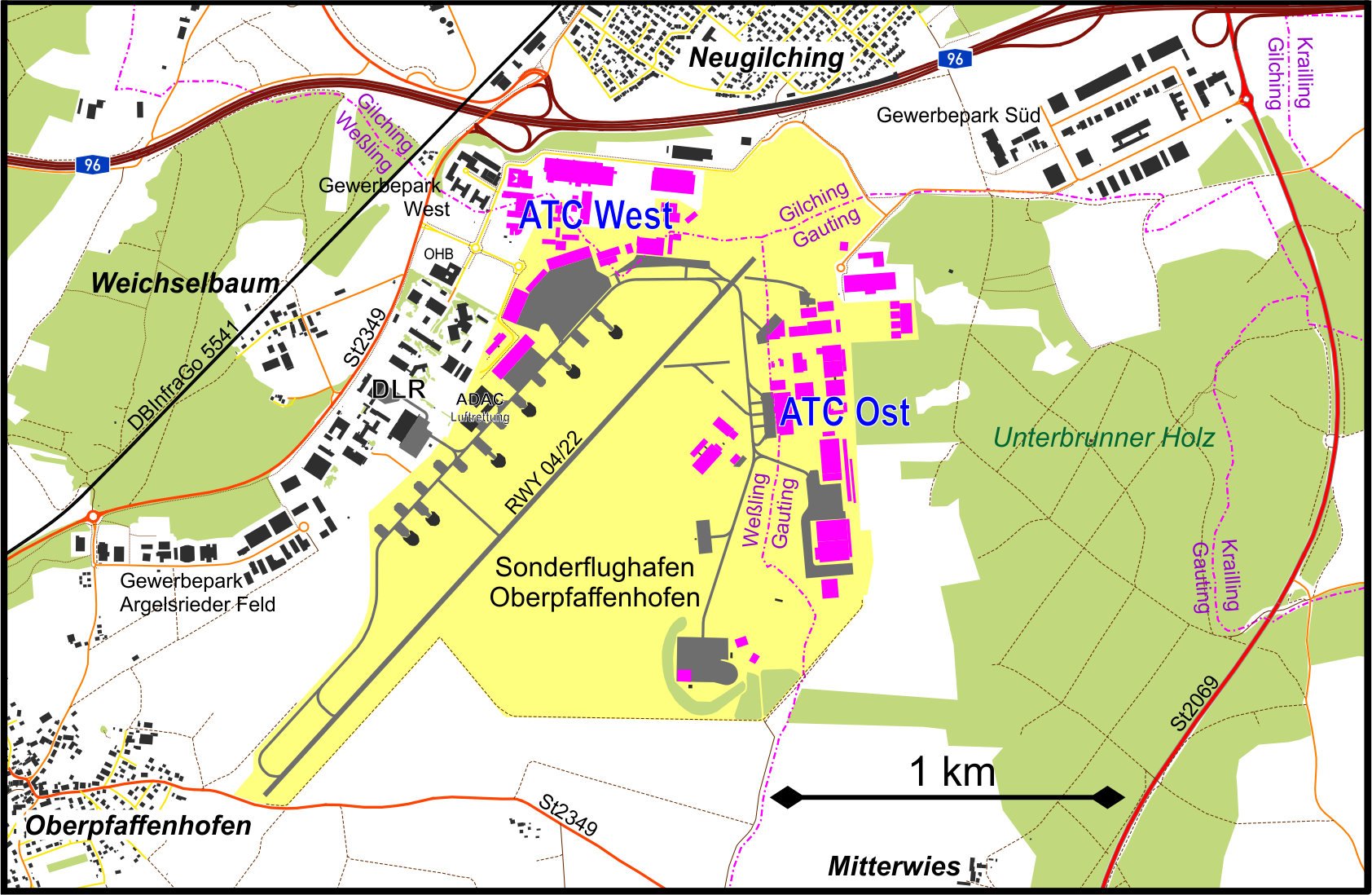
Lage des Air Tech Campus (ATC) Oberpfaffenhofen (rot markierte Gebäude)

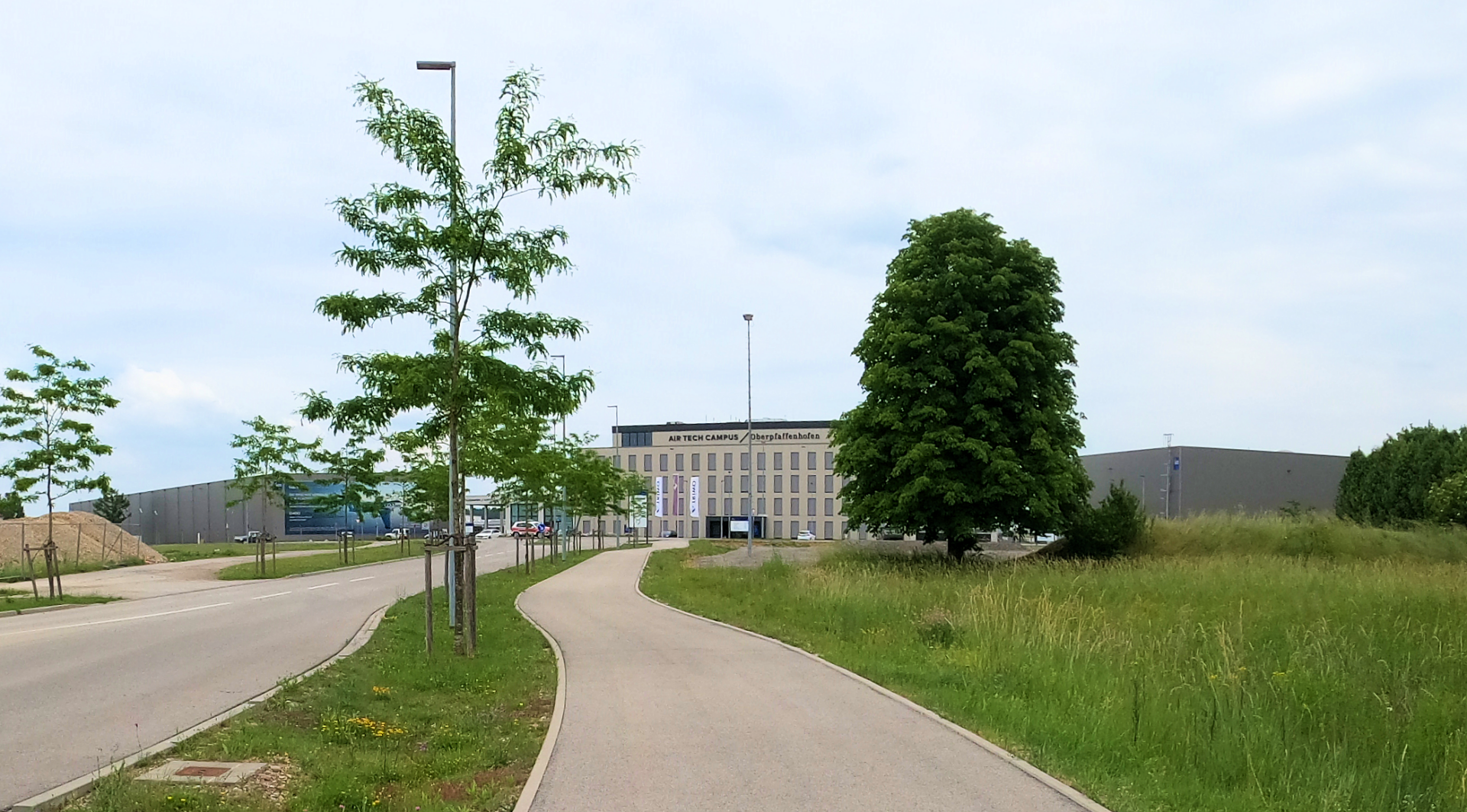
Zentralgebäude des Air Tech Campus West

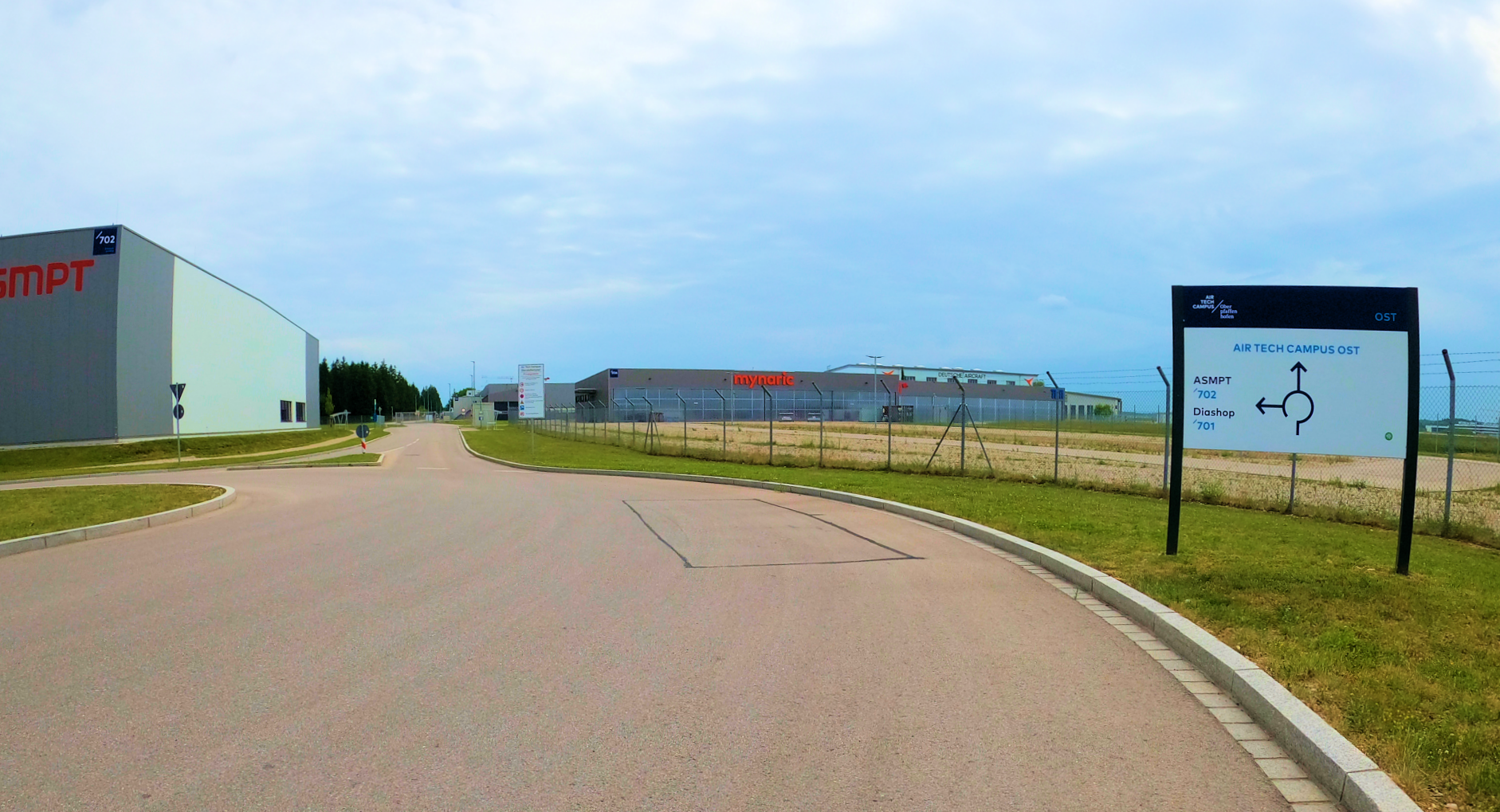
Zufahrt zum Air Tech Campus Ost

## Geschichte
Die ältesten Gebäude innerhalb des Air Tech Campus stammen noch aus dem Jahr 1936 und gehörten zum Dornier-Werk mit seinem Werksflugplatz. 2017 wurde das Flugplatz-Areal einschließlich des ehemaligen Dornier Werksgelände von einem Joint Venture aus Triwo AG und Beos AG übernommen. Zu dieser Zeit entstand die Idee des Gewerbeparks Air Tech Campus, der seitdem kontinuierlich weiterentwickelt wird. Zwischen 2018 und 2023 kamen 19 Neubauten zu den 34 bereits bestehenden Gebäuden und Hallen hinzu. Weitere Gebäude sind im Bau bzw. in Planung.

## Geografie
Der Air Tech Campus liegt wie auch das Flugplatzgelände in einer flachen, ca. 2 km breiten, nach Norden leicht abfallenden Schmelzwasserrinne der letzten Kaltzeit auf kiesigem bis gerölligem Untergrund. Durch die Start- und Landebahn des Flugplatzes ist der Campus in einen Teilbereich West und einen Teilbereich Ost gegliedert. Die beiden Teile sind durch zwei Privatstraßen, eine innerhalb und eine außerhalb des eingezäunten Flugplatzsicherheitsbereichs, miteinander verbunden. Die Gebäude des Air Tech Campus liegen ebenfalls teils innerhalb und teils außerhalb des Flugplatzsicherheitsbereichs.

## Unternehmen und Institutionen
Bei den mehr als 30 im Air Tech Campus ansässigen Unternehmen handelt es sich überwiegend um luftfahrtaffine Betriebe, die vom angrenzenden Flugplatz unmittelbar profitieren. Zu diesen Unternehmen gehören die EDMO-Flugbetrieb GmbH, die den Flugplatz betreibt, sowie die Flugzeug- bzw. Luftfahrtkomponenten-Hersteller Deutsche Aircraft GmbH, General Atomics AeroTec Systems GmbH, Dornier Seawings GmbH, Muhr und Bender KG (Mubea Group) und die 2024 insolvent gegangene Lilium GmbH. Aber auch Betriebe aus anderen Bereichen haben sich im Campus angesiedelt, wie zum Beispiel die Torqeedo GmbH (elektrische Bootsantriebe), die Mynaric AG (Laser-Messsysteme) und die MESSRING GmbH (Verkehrssicherheitssysteme), sowie Außenstellen von Forschungseinrichtungen wie zum Beispiel der Technischen Universität München. Neu hinzu kommt die ADAC HEMS Academy GmbH für Ausbildung und Training im Bereich Luftrettung.
In direkter Nachbarschaft zum Air Tech Campus befindet sich der Gewerbepark West der Gemeinde Gilching mit einem Hotelbetrieb, eine Niederlassung des Raumfahrtunternehmens OHB SE und der Standort Oberpfaffenhofen des Deutschen Zentrums für Luft- und Raumfahrt e.V. (DLR) mit dem Deutschen Raumfahrtkontrollzentrum und einem der beiden Kontrollzentren des europäischen Navigationssatellitensystems Galileo.
Insgesamt arbeiten im Air Tech Campus und dessen Umfeld mehr als 8500 Menschen.

## Verkehrsanbindung
Der Air Tech Campus Oberpfaffenhofen ist über die Anschlussstellen 32 und 33 und die Staatsstraßen 2349 bzw. 2069 an die Bundesautobahn 96 angebunden. Ein seit den 30er Jahren des 20. Jahrhunderts bestehender Industriegleisanschluss an die Bahnlinie München-Herrsching wurde 2006 stillgelegt und danach weitgehend abgebaut. Die nächstgelegene S-Bahn-Station ist der Haltepunkt Neugilching. Von hier aus verkehrt die Buslinie 957 zum Air Tech Campus West. Die Expressbuslinie X910 verbindet den Campus (West und Ost) mit den S-Bahnstationen Weßling und Gauting sowie mit der Münchener U-Bahn-Station Klinikum Großhadern.